# برنل ديفيس
برنل ديفيس (بالإنجليزية: Pernell Davis)‏ هو لاعب كرة قدم أمريكية أمريكي، ولد في 19 مايو 1976 في برمنغهام في الولايات المتحدة.

## وصلات خارجية
- برنل ديفيس على موقع مرجع كرة القدم المحترفة.كوم (الإنجليزية)